# Coleostachys
Coleostachys là một chi thực vật có hoa trong họ Malpighiaceae.

## Loài
Chi Coleostachys gồm các loài: